# Frederick Arthur Montague Bertram Jenkins
Frederick Arthur Montague Bertram Jenkins, britanski general, * 1891, † 1986.